# Ithycyphus miniatus
Ithycyphus miniatus (Schlegel, 1837) è un serpente della famiglia Lamprophiidae, endemico del Madagascar.